# バーナード・バトラー
バーナード・バトラー(Bernard Butler、1970年5月1日 - )は、イギリス・ロンドン出身のギタリスト、音楽プロデューサー。2008年、プロデュース業に専念することを表明。翌年、ブリット・アウォーズにてプロデューサー・オブ・ザ・イヤーを受賞。日本国内では岩瀬敬吾（元19）の楽曲をプロデュースしている。

## 来歴
1992年、スウェードのギタリストとしてデビュー。ブレット・アンダーソンと共に曲を作り、瞬く間にイギリスポップシーンでの成功を掴む。彼は全ての楽曲で作曲を担当し、ギターを弾いた。デビューアルバム『スウェード』はマーキュリー・ミュージック・プライズを受賞した。しかし他メンバーやプロデューサーとの確執により2ndアルバム『ドッグ・マン・スター』完成直前の1994年に脱退してしまう。
1994年、バトラーはデヴィッド・マッカルモントとマッカルモント&バトラーを結成。『イエス』、『ユー・ドゥ』の2枚のシングル盤をリリース。解散後にはこれらの編集盤『サウンド・オブ・マッカルモント&バトラー』がリリースされた。その後、クリエイション・レコーズから『ピープル・ムーブ・オン』、『フレンズ・アンド・ラヴァーズ』と2枚のソロアルバムをリリース。『ステイ』などのヒット・シングルが生まれた。2001年にはデビッド・マッカルモントと和解し、再びマッカルモント&バトラーとしてアルバム『ブリング・イット・バック』をリリースし、『フォーリング』、『ブリング・イット・バック』の2枚のシングルをカット、UKツアーを行った。
2002年、リバティーンズの両A面シングル「ホワット・ア・ウェイスター/アイ・ゲット・ アロング」をプロデュースする。
2004年にはブレット・アンダーソンと和解。新バンド、ザ・ティアーズを結成し、2005年にバトラー自身のプロデュースによるアルバム『ヒア・カムス・ザ・ティアーズ』をリリースした。全英シングルチャート9位を記録した『リフュジーズ』、『ラヴァーズ』のシングル曲が収録されている。
2005年、バトラーはウェールズ人女性歌手ダフィーを紹介され、2008年に彼女のデビュー・アルバム『ロックフェリー』でタイトル曲を含む4曲を共作、プロデュースした。アルバムセールスは500万枚を数え、グラミー賞では3部門でノミネートされた。同年、表舞台から身を引き、プロデューサー業に専念することを表明した。
そして2009年、プロデューサーとしての成功により、ブリット・アウォーズ、プロデューサー・オブ・ザ・イヤーを受賞した。
愛用しているチェリーレッドのギブソン・ES-355TDSVはジョニー・マーへの憧れから使い始めたもので、アームプレイを多用したスタイルと共に彼の代名詞となっている。

## ディスコグラフィ
| 発売年 | タイトル                                                               | 名義                    | 備考                                     |
| ------ | ---------------------------------------------------------------------- | ----------------------- | ---------------------------------------- |
| 1993年 | スウェード Suede                                                       | スウェード              | マーキュリー・ミュージック・プライズ受賞 |
| 1994年 | ドッグ・マン・スター Dog Man Star                                      | スウェード              |                                          |
| 1995年 | サウンド・オブ・マッカルモント&バトラー The Sound of McAlmont & Butler | マッカルモント&バトラー |                                          |
| 1997年 | サイ・ファイ・ララバイズ Sci-Fi Lullabies                              | スウェード              | B面コレクション                          |
| 1998年 | ピープル・ムーブ・オン People Move On                                  | バーナード・バトラー    |                                          |
| 1999年 | フレンズ・アンド・ラヴァーズ Friends and Lovers                        | バーナード・バトラー    |                                          |
| 2001年 | Message for Jojo                                                       | Edwyn&Bernard           | エドウィン・コリンズとの共同名義         |
| 2002年 | ブリング・イット・バック Bring It Back                                 | マッカルモント&バトラー |                                          |
| 2005年 | ヒア・カムス・ザ・ティアーズ Here Comes the Tears                      | ザ・ティアーズ          |                                          |

## 主な関連作品
| 発売年 | タイトル                            | 名義                         | 備考                                                 |
| ------ | ----------------------------------- | ---------------------------- | ---------------------------------------------------- |
| 1995年 | I'm with Stupid                     | エイミー・マン               | 作中"sugarcoated"を共作                              |
| 1995年 | I Hear a New World                  | エドウィン・コリンズ         | 作中3曲のプロデュース、ギターを担当                  |
| 1998年 | Velvet Goldmine Original Soundtrack | ベルベット・ゴールドマイン   | The Venus in Furs名義の5曲でリード・ギターを担当     |
| 2000年 | Crimson Moon                        | バート・ヤンシュ             | 作中4曲にギターで参加                                |
| 2002年 | What a Waster                       | ザ・リバティーンズ           | プロデューサー                                       |
| 2002年 | Edge of a Dream                     | バート・ヤンシュ             | 作中3曲にギターで参加、うち1曲でキーボードも兼任     |
| 2003年 | Don't Look Back into the Sun        | ザ・リバティーンズ           | プロデューサー                                       |
| 2003年 | Shoot from the Hip                  | ソフィー・エリス・ベクスター | 作中"I am Not Good at Not Getting What I Want"を共作 |
| 2005年 | You're Gonna Lose Us                | ザ・クリブス                 | プロデューサー                                       |
| 2008年 | Cajun Dance Party                   | ケイジャン・ダンス・パーティ | プロデューサー                                       |
| 2008年 | Rockferry                           | ダフィー                     | 作中4曲の作曲、プロデューサー                        |
| 2008年 | Partie Traumatic                    | Black Kids                   | プロデューサー                                       |
| 2008年 | Knowle West Boy                     | トリッキー                   | 作中10曲を共同プロデュース、9曲を共作                |
| 2010年 | My Best Friend Is You               | Kate Nash                    | プロデューサー                                       |